# Скокі (Пулавський повіт)
Скокі (пол. Skoki) — село в Польщі, у гміні Пулави Пулавського повіту Люблінського воєводства.
Населення — 286 осіб (2011).
У 1975-1998 роках село належало до Люблінського воєводства.

## Демографія
Демографічна структура станом на 31 березня 2011 року:
|          | Загалом | Допрацездатний вік | Працездатний вік | Постпрацездатний вік |
| -------- | ------- | ------------------ | ---------------- | -------------------- |
| Чоловіки | 136     | 27                 | 94               | 15                   |
| Жінки    | 150     | 32                 | 76               | 42                   |
| Разом    | 286     | 59                 | 170              | 57                   |